# Нерестюк, Игорь Михайлович
Игорь Михайлович Нерестюк (род. 5 февраля 1961 года, совхоз Майский, Майский район, Павлодарская область, Казахская ССР, СССР) — советский и российский военный лётчик и военачальник. Заслуженный военный лётчик Российской Федерации, военный лётчик-снайпер, генерал-майор (2008), Герой Российской Федерации (13 июня 1996 года). Лауреат Государственной премии Российской Федерации имени Маршала Советского Союза Г. К. Жукова (2017).

## Биография
Родился 5 февраля 1961 года в с. Майском Майского района Павлодарской области Казахской ССР. Учился в Днепропетровском промышленном техникуме, одновременно занимался в местном аэроклубе ДОСААФ. 
В Военно-воздушных силах с 1979 года. В 1983 году окончил с отличием Борисоглебское высшее военное авиационное училище лётчиков. Проходил службу в Одесском военном округе на должностях от лётчика до командира эскадрильи в 90-м отдельном штурмовом авиационном полку на аэродроме Арцыз. С 1986 года принимал участие в боевых действиях на территории Демократической Республике Афганистан в составе Ограниченного контингента советских войск на Су-25. После Афганистана служил в Белоруссии на аэродроме в Поставах. В 1990 году поступил, а в 1993 году окончил Военно-воздушную академию имени Ю. А. Гагарина.
После окончания академии был направлен в Буденновск в 368-й штурмовой авиационный полк 1-й гвардейской штурмовой авиационной дивизии. Прошел все ступени, сначала лётчиком, потом командиром звена, эскадрильи, заместителем командира авиационного полка, командиром полка. В 1993 году участвовал в боевых действиях в Таджикистане, прикрывая с воздуха сражающиеся части российских Пограничных войск и 201-й мотострелковой дивизии на таджико-афганской границе, с декабря 1994 года участвовал в боях первой чеченской войны: выполнил 150 боевых вылетов, лично уничтожил 18 дудаевских самолетов на аэродромах, а также 7 единиц боевой техники, 12 автомашин, до 50 огневых точек и укрепленных позиций боевиков. За мужество и героизм, проявленные при выполнении специального задания, Указом Президента Российской Федерации от 13 июня 1996 года присвоено звание Героя Российской Федерации.
С 1999 года — командир 368-го штурмового авиационного полка в городе Будённовске Ставропольского края; в этой должности участвовал в боевых действиях в ходе второй чеченской войны. 
В 2006 году с отличием окончил Военную академию Генерального штаба Вооружённых Сил Российской Федерации.
С 2006 года — командир 1-й гвардейской смешанной авиационной Сталинградской ордена Ленина дважды Краснознамённой орденов Суворова и Кутузова авиационной дивизии (4-я армия ВВС и ПВО), дислоцированной в городе Ейске Краснодарского края. С 2009 года — командир 6983-й гвардейской авиационной базы на Дальнем Востоке. В июне 2011 года назначен заместителем командующего войсками 1-го командования ВВС и ПВО. 
С сентября 2017 года — начальник штаба - первый заместитель командующего 11-й армией ВВС и ПВО Восточного военного округа.
За период участия в боевых действиях в различных регионах совершил более 770 боевых вылетов, освоил 5 типов самолётов, имеет более 2 500 часов налёта. 
Заслуженный военный лётчик Российской Федерации. Военный летчик-снайпер.

## Награды
- Герой Российской Федерации (13 июня 1996 года, медаль № 297)[4],
- Орден Кутузова
- Орден Мужества,
- Орден «За военные заслуги»,
- Орден «За службу Родине в Вооружённых Силах СССР» 3 степени,
- Орден Красной Звезды,
- Медаль «За отвагу»,
- Медаль Жукова,
- Медаль «70 лет Вооружённых Сил СССР»[5],
- Медаль «За безупречную службу» I степени,
- Медаль «За безупречную службу» II степени,
- Медаль «За безупречную службу» III степени,
- Государственная премия Российской Федерации имени Маршала Советского Союза Г. К. Жукова в области создания вооружения и военной техники (2017)[6],
- Медали СССР,
- Медали РФ.